# Louka Prip
Louka Daniel Prip Andreasen, noto semplicemente come Louka Prip (Hvidovre, 29 giugno 1997), è un calciatore danese, centrocampista del Konyaspor.

## Caratteristiche tecniche
È un esterno destro.

## Carriera
Cresciuto nel settore giovanile del Hvidovre, ha esordito in prima squadra il 13 agosto 2016 disputando l'incontro di 2. Division vinto 3-1 contro il B.93. Il 14 gennaio 2019 è stato acquistato dall'Horsens.

## Palmarès

### Club

#### Competizioni nazionali
- 1. Division: 1

Horsens: 2021-2022
- 2. Division: 1

Hvidovre: 2017-2018